# Nodaria discisigna
Nodaria discisigna är en fjärilsart som beskrevs av Moore 1883. Nodaria discisigna ingår i släktet Nodaria och familjen nattflyn. Inga underarter finns listade i Catalogue of Life.